# Wędrówki (książka)
Wędrówki (ang. Travels) – książka Michaela Crichtona opublikowana w 1988 r., w której autor opisuje swoje przeżycia podczas podróży po świecie, a ostatecznie omawia własne doświadczenia z mistycyzmem, w tym doświadczeniami poza ciałem, astralną projekcją i wróżbami.